# Spiritueller Naturalismus

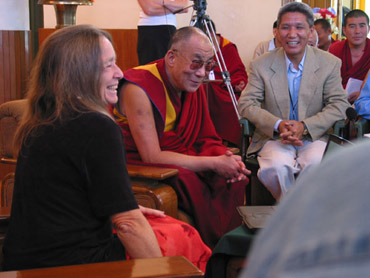
Ursula Goodenough im Gespräch mit dem Dalai Lama

Der spirituelle Naturalismus, auch religiöser Naturalismus genannt, ist eine Gruppe von Varianten des Naturalismus. Er verneint übernatürliche Phänomene, Kräfte und Wesen, bejaht aber die Möglichkeit und Notwendigkeit einer spirituellen Haltung und Lebensweise. Wesentlich ist ein starker ethischer Anspruch. Es geht dabei auch um die Suche nach einem Lebenssinn und die menschliche Sehnsucht nach einem Eingebettet sein in ein größeres Ganzes.

## Begriff
Der Begriff ist nicht klar abgrenzbar und wird im deutschen Sprachraum wenig benutzt. Es ist ein Oberbegriff für verschiedene Positionen, verschiedene Weltanschauungen und Philosophien. Gemeinsames Merkmal ist die Ablehnung von übernatürlichen Entitäten und die Befürwortung ethischer Grundsätze und spiritueller Elemente. Die Suche nach der Wahrheit, einer Wahrheit ohne unvereinbare Widersprüche führt viele Menschen zum Naturalismus. Da vermissen sie aber viele Aspekte, die die Religionen attraktiv machen. Die Integration in ein übermenschliches großes Ganzes erfordert nichts Übernatürliches. Das kann eine Philosophie sein oder auch die Natur als Ganzes. Auch die Ethik erfordert kein übernatürliches Wesen.  Vereinfacht kann man sagen, spirituelle Naturalisten sind Naturalisten mit einer spirituellen oder religiösen Orientierung.
Zu den gemeinsamen Prinzipien, die sich auf die Natur als Mittelpunkt der religiösen Orientierung beziehen, gehört die Ansicht, dass die Natur von höchster Bedeutung ist – als die Kräfte und geordneten Prozesse, die unser Leben und alles Leben ermöglichen und die bewirken, dass alle Dinge so sind, wie sie sind. Als solche kann die Natur religiöse Reaktionen hervorrufen, die für jeden Menschen unterschiedlich sein können und ein Gefühl des Staunens oder der Ehrfurcht hervorbringen, über die Vielfalt des Lebens und der Welt, über die Schönheit, die in der Natur zu sehen ist.

## Kulturelle Varianten
Der Daoismus ist per se eine spirituelle naturalistische Philosophie.
Der säkulare Buddhismus lehnt die übernatürlichen Elemente Wiedergeburt und Karma ab, befürwortet aber die buddhistische Philosophie ohne diese beiden Elemente. Im Römischen Reich waren die Lehre Epikurs und der Stoizismus naturalistische Philosophien mit religionsähnlichem Charakter. Viele christlich geprägten Menschen haben ein naturalistisches Weltbild, befürworten aber christliche Tugenden und die Nächstenliebe. Sie werden als christliche Naturalisten bezeichnet. Auch Unitaristen sind teilweise Naturalisten (Unitarian Universalist Religious Naturalists). Die meisten humanistischen Philosophien entsprechen einem spirituellen Naturalismus.
Der ökologisch orientierte Naturalismus sieht die Ökologie als Wert an sich, sie ist nicht nur erhaltenswert, sondern auch bewundernswert.
Weitere Varianten sind naturalistische Paganismus-Arten, der Pantheismus und teils das humanistische Judentum.

## Deskriptives Weltbild
Deskriptiv unterscheidet sich der spirituelle Naturalismus nicht vom klassischen Naturalismus. Abgelehnt wird alles, was nicht mit den Naturgesetzen vereinbar ist. Neben den naturwissenschaftlichen Phänomenen werden auch Phänomene, die geisteswissenschaftlich und sozialwissenschaftlich fassbar sind, berücksichtigt. Zusätzlich wird anerkannt, dass wir viele Aspekte der Natur noch nicht kennen und teils nie kennen werden. Die meisten Vertreter kann man dem nichtreduktiven ontologischen Naturalismus zurechnen.

## Präskriptives Weltbild
Das Spezifische am spirituellen Naturalismus ist die Suche nach einem Lebenssinn  und der starke ethische Anspruch, der aber nicht von einem Gott oder von einem übernatürlichen Prinzip abgeleitet wird. Beim ökologisch orientierten Naturalismus wird beispielsweise die intakte Ökologie als Ganzes zum eigenständigen Wert. Aber auch andere metaethische Konzepte werden befürwortet.

## Vertreter
Als Vertreter des Spirituellen Naturalismus im weitesten Sinn gelten:
- Wilhelm Schmid (Philosophie der Lebenskunst)
- Ursula Goodenough, Autorin von The Sacred Depths of Nature: How Life Has Emerged and Evolved
- Donald Crosby (Theologe, bekennender religiöser Naturalist)
- Jerome A. Stone (Theologe, Philosoph, bekennender religiöser Naturalist)
- Loyal Rue (Religionsphilosoph, Autor von Religion Is Not About God)

- Chet Raymo (Physiker, Autor von When God is Gone Everything is Holy – The Making of a Religious Naturalist)
- Lao-Tze (Begründer des Daoismus)
- Albert Einstein (Physiker, Zitat:  Ich glaube nicht an einen persönlichen Gott und ich habe dies niemals geleugnet, sondern habe es deutlich ausgesprochen. Falls es in mir etwas gibt, das man religiös nennen könnte, so ist es eine unbegrenzte Bewunderung der Struktur der Welt, so weit sie unsere Wissenschaft enthüllen kann.[6])
- W.E.B. Du Bois (US-amerikanischer Historiker, Soziologe, Philosoph und Journalist)
- Aldo Leopold (Forstwissenschaftler, Wildbiologe, Ökologe, Gründer der Naturschutzbewegung)
- Michael Dowd (Wirtschaftswissenschaftler, Professor für Innovations- und Technologiemanagement)
- Mordecai Kaplan (Rabbiner, Philosoph und Begründer des jüdischen Rekonstruktionismus)
- Henry Nelson Wieman (US-amerikanischer Philosoph, christlicher Theologe und Hochschullehrer)
- George Santayana (Philosoph, Vertreter des kritischen Realismus)
- Stuart Kauffman (Hochschullehrer für Biologie, Physik und Astronomie)
- Sam Harris (Philosoph, Neurowissenschaftler)
- Thomas Metzinger (Philosoph)

## Kritik
Kritik kommt von den Religionen, vor allem von den abrahamitischen monotheistischen Religionen. Kritik kommt aber auch von atheistischen Naturalisten, etwa von Richard Dawkins.

## Vereinigungen
Es gibt verschiedene Organisationen und Vereinigungen:
- Religious Naturalist Association[3]
- Spiritual Naturalist Society[7]
- Unitarian Universalist Religious Naturalists[8]
- Universal Pantheist Society[9]